# 布里基夫 (科列茨區)
50°35′13″N 27°1′8″E / 50.58694°N 27.01889°E
布里基夫（烏克蘭語：Бриків），是烏克蘭西北部的村莊，隸屬里夫內州的里夫內區。該村始建於1577年，面積1.42平方公里，海拔高度197米，2022年人口400，人口密度每平方公里328.6人。